# Seznam mistrovství České republiky ve společenském tanci
Seznam mistrovství České republiky ve společenském tanci obsahuje vítěze mistrovství ČR v latinskoamerických tancích.

## Dospělí
| Rok  | 1. místo                                                            | 2. místo                            | 3. místo                            |
| 2013 | Karásek Filip & Pišková Sabina                                      | Mucha Radek & Tyrnova Vitalija      | Bartuněk Lukáš & Hrstková Kateřina  |
| 2012 | Drmota Jakub & Florová Tereza                                       | Karásek Filip & Pišková Sabina      | Dědík Marek & Zaytseva Albina       |
| 2011 | Marek Tomáš & Marková Martina                                       | Dvořák Martin & Šilhánová Zuzana    | Drmota Jakub & Florová Tereza       |
| 2010 | Dědík Marek & Tóth Orsolya                                          | Marek Tomáš & Marková Martina       | Dvořák Martin & Šilhánová Zuzana    |
| 2009 | Kostovčík Michal a Zaitseva Albina                                  | Přádka Radim & Kolmanová Kateřina   | Dvořák Martin & Šilhánová Zuzana    |
| 2008 | Kostovčík Michal a Zaitseva Albina                                  | Swětík Marek & Dohnanská Renata     | Dvořák Martin & Šilhánová Zuzana    |
| 2007 | Swětík Marek & Dohnanská Renata                                     | Kostovčík Michal a Chytková Libuše  | Dvořák Martin & Šilhánová Zuzana    |
| 2006 | Kostovčík Michal & Dostálová Kamila                                 | Swětík Marek & Dohnanská Renata     | Přádka Radim & Kolmanová Kateřina   |
| 2005 | Dávidek Jakub & Gatěková Michaela                                   | Kostovčík Michal & Dostálová Kamila | Přádka Radim & Kolmanová Kateřina   |
| 2004 | Kostovčík Michal & Dostálová Kamila                                 | Dávidek Jakub & Gatěková Michaela   | Přádka Radim & Kolmanová Kateřina   |
| 2003 | Kliment Ján & Szabatin Ewa                                          | Dávidek Jakub & Gatěková Michaela   | Kostovčík Michal & Dostálová Kamila |
| 2002 | Kliment Ján & Kostovčíková Petra                                    | Rezler Zdeněk & Barašihina Olga     | Kostovčík Michal & Wanieková Eva    |
| 2001 | Kuneš Jaroslav & Vondrušková Jana                                   | Kliment Ján & Kostovčíková Petra    | Černý Jan & Skopalíková Lucie       |
| 2000 | Tomáš Hošek a Brigita Fürsterová                                    | Kliment Ján & Kostovčíková Petra    | Kuneš Jaroslav & Vondrušková Jana   |
| 1999 | Tomáš Hošek a Brigita Fürsterová                                    |                                     |                                     |
| 1998 | Jaroslav Kuneš a Jana Vondrušková                                   |                                     |                                     |
| 1997 | Jaroslav Kuneš a Jana Vondrušková                                   |                                     |                                     |
| 1996 | René Ostárek a Bronislava Vrtalová                                  |                                     |                                     |
| 1995 | Zdeněk Chlopčík a Brigita Fürsterová                                |                                     |                                     |
| 1994 | Roman Čížek a Alice Bartáková                                       |                                     |                                     |
| 1993 | Zdeněk Chlopčík a Brigita Fürsterová                                |                                     |                                     |
| 1992 | Karel Bank a Leona Švardalová                                       |                                     |                                     |
| 1991 | Radoslav Ostrůvka a Gabriela Kolářová                               |                                     |                                     |
| 1990 | Radoslav Ostrůvka a Gabriela Kolářová                               |                                     |                                     |
| 1989 | Karel Bank a Leona Švardalová                                       |                                     |                                     |
| 1988 | Miroslav Kuchař a Iveta Flórová                                     |                                     |                                     |
| 1987 | Miroslav Kuchař a Iveta Odehnalová                                  |                                     |                                     |
| 1986 | Miroslav Kuchař a Iveta Odehnalová                                  |                                     |                                     |
| 1985 | Miroslav Kuchař a Iveta Odehnalová                                  |                                     |                                     |
| 1984 | Tomáš Böhm a Jana Böhmová                                           |                                     |                                     |
| 1983 | Tomáš Böhm a Jana Böhmová                                           |                                     |                                     |
| 1982 | Tomáš Böhm a Jana Böhmová                                           |                                     |                                     |
| 1981 | Tomáš Böhm a Jana Böhmová                                           |                                     |                                     |
| 1980 | Tomáš Böhm a Jana Böhmová                                           |                                     |                                     |
| 1979 | Řehoř Walach a Bronislava Walachová                                 |                                     |                                     |
| 1978 | Dobromil Nováček a Eva Kotvová                                      |                                     |                                     |
| 1977 | Dobromil Nováček a Eva Kotvová                                      |                                     |                                     |
| 1976 | Dobromil Nováček a Eva Kotvová                                      |                                     |                                     |
| 1975 | Dobromil Nováček a Eva Kotvová                                      |                                     |                                     |
| 1974 | Dobromil Nováček a Eva Kotvová                                      |                                     |                                     |
| 1973 | Dobromil Nováček a Eva Kotvová                                      |                                     |                                     |
| 1972 | Pavel Dvořák a Jitka Tyrolová                                       |                                     |                                     |
| 1971 | Dobromil Nováček a Eva Kotvová                                      |                                     |                                     |
| 1970 | Dobromil Nováček a Eva Kotvová                                      |                                     |                                     |
| 1969 | Igor Henzély a Jaroslava Henzélyová                                 |                                     |                                     |
| 1968 | Milan Bouma a Jitka Boumová                                         |                                     |                                     |
| 1967 | Milan Bouma a Jitka Boumová                                         |                                     |                                     |
| 1966 | Milan Bouma a Jitka Boumová                                         |                                     |                                     |
| 1965 | Milan Bouma a Jitka Boumová                                         |                                     |                                     |
| 1964 | Milan Bouma a Jitka Boumová                                         |                                     |                                     |
| 1963 | Milan Bouma a Jitka Boumová                                         |                                     |                                     |
| 1962 | Zdeněk Gregor a Milada Heyduková (soutěž v 10 tancích)              |                                     |                                     |
| 1961 | Milan Bouma a Libuše Randová (soutěž v 10 tancích)                  |                                     |                                     |
| 1960 | Eduard Císař a Stanislava Císařová a Zdeněk Kochta a Zdena Kochtová |                                     |                                     |
| 1959 | Eduard Císař a Stanislava Císařová a Zdeněk Kochta a Zdena Kochtová |                                     |                                     |
| 1958 | Karel Havlíček a Marcela Havlíčková                                 |                                     |                                     |